# Fenomeno Seima-Turbino
Il fenomeno Seima-Turbino si riferisce a siti di sepoltura che datano attorno al 1500 a.C. ritrovati lungo l'Eurasia settentrionale, dalla Finlandia alla Mongolia.
Gli inumati erano guerrieri nomadi e lavoratori del metallo, che viaggiavano a cavallo o su carri a due ruote.
Questi nomadi originavano dai Monti Altaj.
La cultura si diffuse a ovest di queste montagne in direzione ovest.
Sebbene essi fossero i precursori delle molto più tarde invasioni mongole, questi gruppi non erano ancora sufficientemente forti per attaccare gli importanti siti sociali dell'Età del Bronzo.
Queste culture sono note per essere state società nomadi della foresta e della steppa, che conoscevano la lavorazione del metallo, talvolta senza aver prima sviluppato metodi di coltivazione.
Sembra che lo sviluppo di questa abilità nella lavorazione del metallo abbia avuto luogo abbastanza rapidamente.